# Data Unser: Wie Kundendaten die Wirtschaft revolutionieren
Data Unser: Wie Kundendaten die Wirtschaft revolutionieren ist ein Sachbuch von Björn Bloching, Lars Luck und Thomas Ramge. Das beim Redline Verlag im Januar 2012 erschienene Buch ist auch als E-Book verfügbar.
Das Buch beschreibt die Geschichte der Daten, die die Unternehmen über uns sammeln und wie sie diese nutzen. Die drei Autoren gehen davon aus, dass es mehrere Datenrevolutionen seit den 1980er Jahren gegeben hat. Der Weg von den Tante-Emma-Läden führte über Massenmarketing und großflächigen Handel, Professionalisierung des Marketings, CRM, Online-Marketing bis zum integrierten datenbasierten Marketing.

## Inhalt
Während die Eigentümerin eines Tante-Emma-Ladens entsprechende Produkte für ihre Kunden zielgerichtet orderte, sammeln Unternehmungen hierfür heute in großem Umfang elektronische Kundendaten. Der Nutzen der gesammelten Daten erschließt sich nur dann, wenn diese mit dem Kundenverhalten verknüpft werden können. Daher entstand das „Datengetriebenes Marketing“, das erstmals in den 1980er Jahren durch CRM betrieben wurde. Es war allerdings seinerzeit noch nicht in der Lage, aussagekräftige und verwertbare Ergebnisse zu erzielen.
Die drei Autoren gehen davon aus, dass erst durch die heutige intelligente Verknüpfung der Daten ein tiefes Verständnis der Interessen und des Verhaltens des Einzelkunden möglich sei. Ferner würden dadurch die Verbindung der großen Ps des Marketing möglich: Place, Product, Price und Promotion. Diese Methode wird im Buch „Datenbasiertes Marketing“ oder kurz „Data-Marketing“ genannt. Das Datensammeln und die Analyse durch intelligente Software ginge beispielsweise sogar so weit, dass Kreditkartenfirmen in der Lage wären, zu wissen, welcher ihrer Kunden sich in den nächsten fünf Jahren scheiden lässt.
Durch die Entwicklung von Sozialen Medien, Cloud-Computing und Smartphone würden sich die Grenzen von Online- und Offline-Welten der Einzelkunden mehr und mehr aufheben und darüber hinaus werde sich die Datenbasis über sie erheblich ausweiten. Dies zu nutzen, dürfte die kommende Aufgabe der Unternehmungen sein und beträfe sowohl Großkonzerne, Online-Händler und Kleinsthändler gleichermaßen.
Da die Daten den Kunden und nicht den Unternehmungen gehören, entwickeln die drei Autoren einen Vorschlag für einen „New Deal on Data“, der auf vier Pfeilern stehen sollte: Datensicherheit, Transparenz, Mehrwert und Verhältnismäßigkeit des Einsatzes von Daten der Kunden.

## Buchbesprechungen
Auf spiegel-online wird konzediert, dass das Marketing sich mitten in einem Paradigmenwechsel befinde, da es analytisch, datenbetrieben vorausberechenbar geworden sei.
Auf zeit-online wird den Autoren bescheinigt, dass sie eine wesentliche Entwicklung dieses Jahrzehnts beschreiben, da Computerprogramme Zusammenhänge in Datenmassen erkennen, die ein Mensch nie finden würde. Dies führe für einzelne Unternehmen, die dies betreiben, zu einem Wettbewerbsvorteil. Man wünsche dem Thema ein breiteres Publikum, das zwar in der ersten Hälfte des Buches angesprochen werde; aber leider verliere sich die zweite Hälfte in Berater-Latein.
bild.de verweist nach einem Interview mit Ramge unter der Überschrift So spionieren Unternehmen uns aus. Buch erklärt, was wir trotzdem davon haben daraufhin, dass fast alle Beispiele im Buch aus den USA und Asien stammen, wo ein wesentlich lockerer Datenschutz als hierzulande existiere.
In einer Buchvorstellung auf hugendubel.de wird ausgeführt, dass die Autoren kurios klingende Verbindungen zwischen Windeln und Bier oder Schmuck und Scheidung feststellen, aber auch, dass sich die Kunden durchaus einen Dialog mit Unternehmen wünschen.
In einer Buchbesprechung auf finanzbook.de wird davon ausgegangen, dass die Gewinner des datenbasierten Marketings diejenigen Firmen sein werden, die ihre überlegene Kundenkenntnis umfassend und produktiv einsetzen können.

## Nominierung
Das Buch war für den getAbstract International Book Award nominiert, der 2012 zum zwölften Mal auf der Frankfurter Buchmesse verliehen wurde.